# Aéroport de Paksé

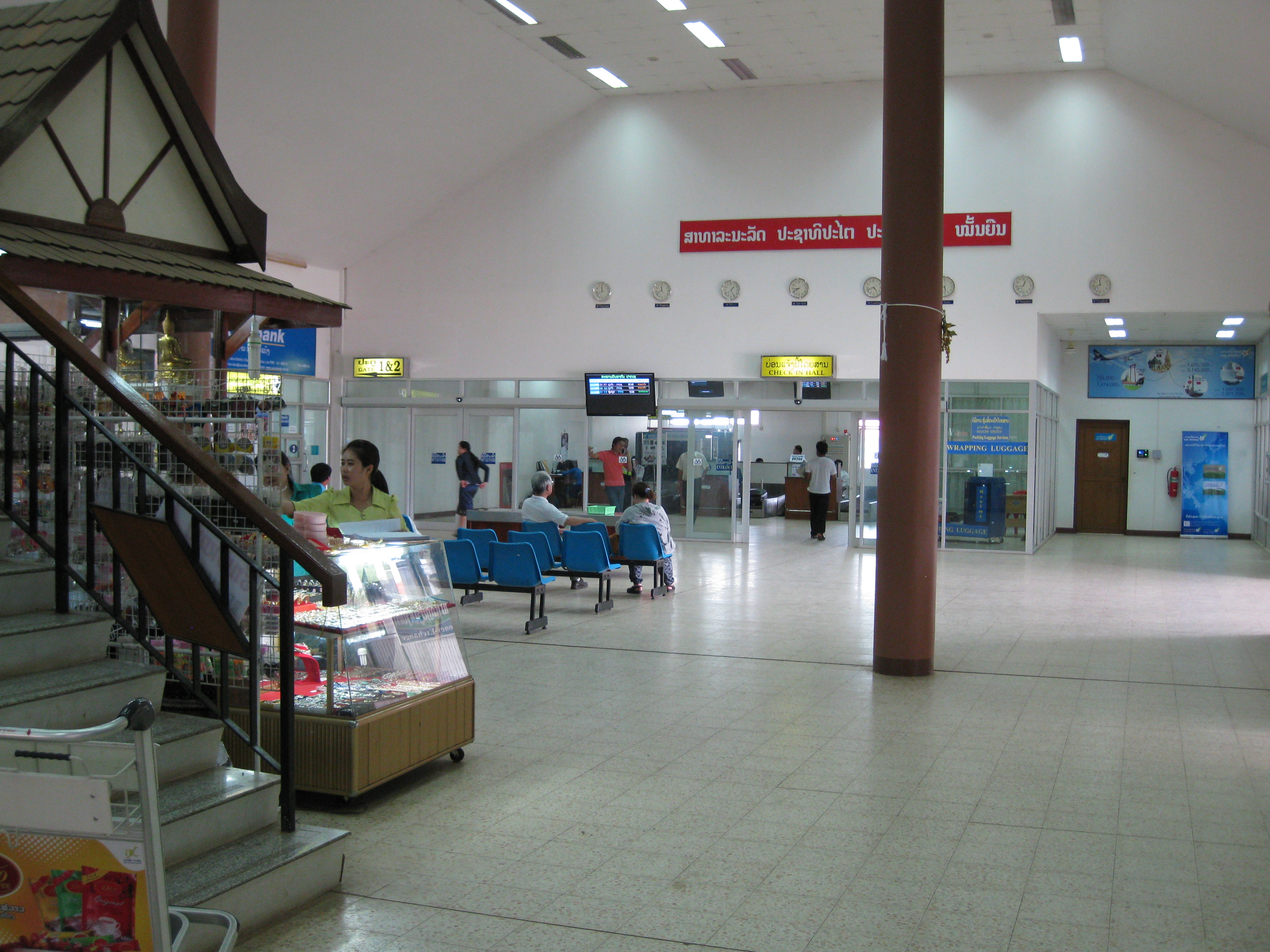
L'intérieur de l'aéroport de Paksé.

L'aéroport de Paksé est un aéroport international laotien, situé à Paksé, dans le sud du Laos. Sa piste, parallèle au Mékong, est d’une longueur de 1 625 mètres.

## Situati  on
| Vientiane Savannakhet Paksé Luang Prabang Houei Sai Louang Namtha Oudomxay Phongsali Phonsavan Sayaboury |

## Compagnies aériennes et destinations
| Compagnies   | Destinations |
| ------------ | --- |
| Lao Airlines | Bangkok-Suvarnabhumi, Hô Chi Minh Ville (Tân Sơn Nhất), Luang Prabang, Savannakhet, Vientiane-Wattay, Siem Reap-Angkor |

Édité le 30/09/2017